# Liste der Kulturdenkmäler in Jeckenbach
In der Liste der Kulturdenkmäler in Jeckenbach sind alle Kulturdenkmäler der rheinland-pfälzischen Ortsgemeinde Jeckenbach aufgeführt. Grundlage ist die Denkmalliste des Landes Rheinland-Pfalz (Stand: 2. August 2023).

## Einzeldenkmäler
| Bezeichnung         | Lage                                   | Baujahr                            | Beschreibung | Bild                           |
| ------------------- | -------------------------------------- | ---------------------------------- | --- | ------------------------------ |
| Brücke              | Deslocher Straße, bei Nr. 18 Lage      | erste Hälfte des 19. Jahrhunderts  | einbogige Brücke über den Deslocher Bach, Bruchstein, wohl aus der ersten Hälfte des 19. Jahrhunderts | Fotos hochladen                |
| Brücke              | Hauptstraße, bei Nr. 32 Lage           | 1874                               | Bogenbrücke über den Jeckenbach, bezeichnet 1874 | Fotos hochladen                |
| Evangelische Kirche | Mühlstraße Lage                        | 11. oder 12. Jahrhundert           | spätbarocker Saalbau, bezeichnet 1767, Architekt eventuell Philipp Heinrich Hellermann, Westturm im Kern romanisch, 11. oder 12. Jahrhundert, Glockenstube und Turmhelm barock; klassizistischer Treppenaufgang, 1852 | weitere Bilder Fotos hochladen |
| Brücke              | Mühlstraße, bei Nr. 1 Lage             | Mitte des 19. Jahrhunderts         | einbogige Brücke, wohl aus der Mitte des 19. Jahrhunderts | Fotos hochladen                |
| Hofanlage           | Mühlstraße 6 Lage                      | 1841                               | Streckhof; Fachwerkhaus, verputzt, bezeichnet 1841, Scheune, bezeichnet 1833 | BW                             |
| Wohnhaus            | Mühlstraße, gegenüber Nr. 10 Lage      | 18. Jahrhundert                    | barockes Fachwerkhaus, verputzt, 18. Jahrhundert | Fotos hochladen                |
| Brücke              | Mühlstraße, bei Nr. 16 Lage            | zweite Hälfte des 19. Jahrhunderts | einbogige Brücke über den Jeckenbach, Sandsteinquader, wohl aus der zweiten Hälfte des 19. Jahrhunderts | Fotos hochladen                |
| Weinbergshaus       | nördlich des Ortes Lage                | 1920er Jahre                       | historisierender Satteldachbau, wohl aus den 1920er Jahren | BW                             |
| Römerbrunnen        | östlich des Ortes; Flur An Stried Lage |                                    | Schöpfbrunnenanlage, angeblich römerzeitlich | Fotos hochladen                |